# Termes-d'Armagnac
Termes-d'Armagnac è un comune francese di 204 abitanti situato nel dipartimento del Gers nella regione dell'Occitania.

## Società

### Evoluzione demografica
Abitanti censiti